# العربية للطيران المغرب
العربية للطيران المغرب هي شركة طيران مغربية خاصة، تعمل بنظام الطيران منخفض التكلفة، وهي إحدى الشركات التابعة لشركة العربية للطيران، والعربية للطيران المغرب مشروع مشترك بين شركتي العربية للطيران والخطوط الجوية الجهوية وبنك إثمار البحريني، لإنشاء شركة طيران اقتصادي منخفض التكاليف في المملكة المغربية.
يقع المقر الرئيسي للشركة في مطار الدار البيضاء محمد الخامس الدولي، وتقدم العربية للطيران المغرب خدماتها إلى عدة وجهات في أوروبا بالإضافة إلى خطوط داخلية تربط بين مدن مغربية، وبالإضافة إلى مركزها الرئيسي بالدار البيضاء، تقوم الشركة بتسيير رحلات جوية من مدن مغربية أخرى كطنجة والناظور وفاس ومراكش وأكادير.

## تاريخ
يرجع تاريخ إنشاء العربية للطيران المغرب إلى 3 نوفمبر 2008 عندما أعلنت العربية للطيران عن إطلاقها لمركز عملياتها الثاني في المغرب، وجاء في الإعلان أنه سيتم إنشاء شركة جديدة تابعة للعربية للطيران تسمى «العربية للطيران المغرب»، وستتخذ الشركة الجديدة من مطار محمد الخامس الدولي بمدينة الدار البيضاء مركزاً لعملياتها. أطلقت الشركة رسميًا في 29 أبريل 2009 وبدأت رحلاتها في 6 مايو من نفس العام بدأ من رحلة من مطار الدار البيضاء إلى مطار لندن ستانستد.
دشنت الشركة في عام 2009 رحلات من الدار البيضاء إلى بروكسيل ومرسيليا وميلانو وباريس. عين في يوليو من نفس العام جيسون بيتر - الرئيس التنفيذي السابق لشركة سكاي يوروب - رئيسا تنفيذيا لشركة العربية للطيران المغرب.
وفي عام 2011 تم تعزيز الرحلات بمطار الناظور، حيث شهد شهر أكتوبر من العام 2011 افتتاح عدة وجهات من الناظور نحو مدن بروكسل، برشلونة، مونتبلييه، امستردام، كولونيا، ولاحقا في عام 2012 افتتحت خطوط جديدة من الناظور نحو بالما دي مايوركا وبازل ومدريد في نفس العام 2012 افتتحت بمطار طنجة خطوط نحو مدريد ولندن.
أما فيما يخص مطار مراكش، فقد تم في عام 2015 افتتاح خطين وهما فرانكفورت ومونتبلييه، وفي نفس العام افتتحت الرحلات من الدار البيضاء نحو مونبلييه. أعلنت العربية للطيران المغرب في أكتوبر 2017 عن انطلاق عملياتها رسميا بمدينة أكادير إلى سبعة وجهات أوروبية (تولوز، مانشستر، ستوكهولم، كوبنهاغن، كولونيا، ميونخ، دبلن).
في 2018 قامت العربية للطيران المغرب بتوقيع عدة إتفاقيات مع مجالس الجهات لتشيجع السياحة الداخلية عبر إطلاق العديد من الخطوط الجوية الداخلية في المغرب بأثمنة جد مخفضة وقد قامت الشركة بموجب هذه الإتفاقيات بفتح الخطوط الجوية: الناظور-الدار البيضاء، الناظور-طنجة، مراكش-طنجة، مراكش-الداخلة، الدار البيضاء-الداخلة، أكادير-الرباط، أكادير-فاس، أكادير-طنجة، فاس-الرشيدية، فاس-طنجة وقد عرفت نفس السنة إطلاق خطوط دولية جديدة مراكش-فيينا، أكادير-برمينغهام، أكادير-بازل.
علنت العربية للطيران المغرب مع نهاية عام 2019 عن إيقاف مركز عملياتها في أكادير بسبب قلة عدد المسافرين على الرحلات الدولية، وبالمقابل قررت الشركة الإبقاء على الرحلات الداخلية من أكادير والزيادة في عددها نظراً لكونها عرفت إقبالاً كبيراً.

## الوجهات
فيما يلي وجهات العربية للطيران المغرب اعتبارا من الربع الرابع لعام 2024.
| مركز العمليات | الوجهات |
| ------------- | --- |
| الدار البيضاء | برشلونة، بازل، بيرغامو، بولونيا، بروكسل، كاتانيا، كونيو، إسطنبول، ليون، مدريد (تبدأ في 27 أكتوبر 2024)، مالقة، مونبلييه، نابولي، بيزا، تونس، البندقية، جنيف موسمي: إشبيلية               |
| الرباط        | أكادير، برشلونة، بازل، بروكسل، إسطنبول، باريس |
| فاس           | أكادير، أمستردام، برشلونة، بيرغامو (تبدأ في 15 ديسمبر 2024)، بوردو، بروكسل، إسطنبول، ليون، مراكش، مرسيليا، مونبلييه، باريس، ستراسبورغ، تولوز، ويزي (تنتهي في 22 أكتوبر2024)، نيس         |
| طنجة          | أكادير، أمستردام، برشلونة، بلباو، بوردو (تبدأ في 30 أكتوبر 2024)، بروكسل، كولونيا بون، جرندة (تبدأ في 28 أكتوبر 2024)، لندن، ليون، مدريد، مونبلييه، الناظور، باريس، بلنسية موسمي: ميورقة |
| الناظور       | أمستردام، برشلونة، بروكسل، كولونيا بون، فرانكفورت، مونبلييه، ميورقة، الرباط (تبدأ في 27 أكتوبر 2024)، ستراسبورغ، طنجة                                                                    |
| مراكش         | الداخلة، فاس |
| أكادير        | طنجة، الرباط، فاس |
| وجدة          | بروكسل، مارسيليا، مرسية، باريس موسمي: برشلونة، بروكسل شارلوروا، ليل، مونبلييه |
| تطوان         | أمستردام، برشلونة، بلباو، بروكسل، ليون (تبدأ في 29 أكتوبر 2024)، مدريد، باريس (تبدأ في 27 أكتوبر 2024)، روتردام لاهاي (تبدأ في 28 أكتوبر 2024)                                           |

## الأسطول
| نوع الطائرة        | المستخدمة | المطلوبة | عدد الركاب (الدرجة الاقتصادية) |
| ------------------ | --------- | -------- | ------------------------------ |
| إيرباص إيه 320-200 | 10        | -        | 162 165                        |